# サトコとナダ
『サトコとナダ』は、ユペチカによる日本の4コマ漫画。『最前線』（星海社）において2017年1月から2018年11月まで連載された。アメリカ合衆国の大学に通う日本人留学生サトコと、彼女のルームメイトでありサウジアラビア出身のイスラーム教徒であるナダの文化交流と友情が描かれる。
作者であるユペチカ自身の留学経験に基づいて制作された作品であり、イスラーム教徒であるジャーナリストの西森マリーが監修を担当している。単行本は『星海社COMICS』から全4巻が刊行されている。
2017年には次にくるマンガ大賞のWeb漫画部門で4位を、このマンガがすごい!のオンナ編で3位を記録した。また、2020年と2021年にはアメリカ合衆国のヤングアダルト図書館サービス協会が発表する「ティーン向けの優秀なグラフィックノベル」に2年連続で選出された。

## あらすじ
アメリカ合衆国の大学に1年間留学することとなった日本人学生であるサトコは、サウジアラビアからの留学生であり、母国の女性のために医者になることを目指しているナダとルームメイトになる。サトコとナダはすぐに親密になり、サトコはナダからイスラームのことを知る。また、サトコはキリスト教徒で白人のアメリカ人であるミラクルや日系3世のアメリカ人であるケビンなど様々な人物と出会う。
ある日、ナダの兄であるラフマンが、ナダの婚約相手が決まったことを知らせにナダのもとを訪れる。医者になる夢を抱いているナダはその知らせに動揺を受ける。そのような中、婚約相手のアブダーラが直接ナダのもとへやってくる。アブダーラもまた会ったことがない人間と結婚することに抵抗を覚えていた。ナダと直接会ったアブダーラはナダに惹かれ、結婚を申し出る。アブダーラの人となりを知り、医者になる夢への理解も得られたナダはこれを受け入れ、2人は婚約の儀式を行う。
次第にサトコの帰国が近づく。サトコとナダは思い出作りにニューヨークへ旅行に出かけ、ナイアガラの滝に寄る。カナダ側の方が眺めが良いと知り、ナダは男性親族の同伴がないと国境を跨いではならないというサウジアラビアの規則を破ってサトコと共にカナダ側へ渡る。そして留学期間を終えたサトコはナダと別れ、日本に帰る。

## 背景
サウジアラビアでは2005年からアブドゥッラー国王のもとで「アブドゥッラー国王海外留学奨学金プログラム」が始まり、女性が積極的に国外へ派遣された。2011年には女性に地方議会への参政権が認められ、2018年1月にはスポーツ観戦が、同年6月には自動車の運転が、2019年8月には男性親族を伴わない海外渡航が許可された。

## 制作
『サトコとナダ』の物語はユペチカのアメリカ合衆国への留学体験がもとになっている。ただし、物語はフィクションであり、エッセイ漫画ではない。ユペチカは、自身が抱いていたイスラーム教徒に対するイメージと、現地で出会ったイスラーム教徒が全く異なることに気が付いた。このことを周囲の人にも知ってほしいと考えていたところ、サトコやナダといったキャラクターが思い浮かび、漫画の制作を始めた。
ユペチカによると、物語の舞台は架空の街であるが、モデルは西海岸であり、サンフランシスコのようなリベラル寄りの地域をイメージしているという。主要キャラクターであるナダはユペチカが留学時代に出会った5人ほどの人物がモデルになっており、それぞれの特徴やエピソードをまとめて作り上げられた。また、主人公であるサトコには作者であるユペチカの視点が反映されているが、ユペチカは、自身そのものではなく、あくまでサトコ自身の視点を描くことを意識したと語っている。

### 連載
ユペチカはTwitterで私的に投稿を開始した。それが星海社の編集者の目に留まり、星海社が運営する4コマ漫画配信サービスである「ツイ4」と「最前線」での連載を開始した。2017年7月には星海社COMICSから単行本第1巻が刊行され、2018年12月に最終巻である第4巻が刊行された。2018年10月からはアメリカ合衆国の出版社であるセブンシーズ・エンターテインメントより英語版が刊行された。

## 作風とテーマ
本作は一般的な4コマ漫画と比べて横長になっている。また、映画らしい雰囲気を出すためにセリフは横書きにされた。サトコ以外のキャラクターのセリフは異国感を演出するため、英語から日本語に翻訳したような、日本語としては少し不自然な言い回しが取られている。ユペチカによると、絵柄は物語の雰囲気に合わせたかたちでシンプルかつコミカルにしたという。
本作はイスラーム教徒であるジャーナリストの西森マリーが監修を行った。監修にあたっては客観性を保つため、ユペチカと西森の間に編集者が入って行われた。主にイスラームの戒律についてのチェックが行われ、ネームの段階で1回、完成した段階で最終確認が行われた。
『サトコとナダ』には日本人であるサトコやサウジアラビア出身のイスラーム教徒であるナダに限らず、「典型的なアメリカ人」であるミラクルや、日系人であるケビンなど様々な生き方や文化を持ったキャラクターが登場する。ユペチカは自分と違う生き方や文化を持った人々がいることは「当たり前だけど大切なこと」であり、これを読者に知ってほしいと語っている。

## 評価
Anime News Networkの「The Fall 2018 Manga Guide」において本作をレビューした4人のライターらは、それぞれ星4.5、星5、星4、星4の評価を与えた。このうち、星4.5の評価を与えたRebecca Silvermanは、4コマ漫画となっていることで一口サイズで情報を伝えるだけでなく、物語が居心地の良いものになっていると評している。『朝日新聞』の松尾慈子も、セリフが横書きであるにも関わらず非常に読みやすく、漫画としての読みやすさに気を配っていると評価している。
『The Japan News』のKanta Ishidaは、本作では楽しみながらイスラームへの知識を深めることが出来ると評価している。またIshidaは、イスラーム文化を題材にした漫画は森薫による『乙嫁語り』などが挙げられるが、現代のイスラーム教徒を題材にした漫画は本作が初めてではないかとしている。Book RiotのS.W. Sondheimerは、ニカーブやチャドル、ヒジャーブ、ブルカといったイスラーム教徒の被服に、イスラーム教徒であるナダの視点からアプローチしていることを評価している。その一方で、Takahashi (2021)は、全体としてはイスラームへの理解を促していると評しながらも、イスラーム諸国における女性の権利の侵害を強調しながら日本やその他の国における家父長制を無視しているという点で問題がないわけではないと指摘している。また、Anime News NetworkのFeye Hopperは、星5の評価を与え、本作を文化への尊重に基づいた非常に教育的な作品であるとしながらも、全ての人を理解するというポリシーによって各々の世界観への直接的な批評が妨げられているという点が本作の潜在的な問題点であると指摘している。
中東研究者である保坂修司は、サウジアラビアにはナダとは全く異なる文化的な背景を持つ人も少なくないため、本作だけでサウジアラビアの女性を理解できるわけではないとしつつ、研究者が書く論文よりも訴えかける力があり、サウジアラビアに関心を持った人が手始めに読む本として薦めることが出来るとしている

### 受賞
『サトコとナダ』は2018年の「次にくるマンガ大賞」のWeb漫画部門で4位を記録した。また、同年の「このマンガがすごい!」のオンナ編において3位を記録した。2020年にはアメリカ合衆国に本拠地を置くアメリカ図書館協会の傘下であるヤングアダルト図書館サービス協会が発表する「ティーン向けの優秀なグラフィックノベル」に選出された。2021年にも再び選出され、2年連続の選出となった。
| 年     | 賞                   | 部門     | 対象             | 結果 | 出典   |
| ------ | -------------------- | -------- | ---------------- | ---- | ------ |
| 2018年 | 次にくるマンガ大賞   | Web漫画  | 『サトコとナダ』 | 4位  | [ 22 ] |
| 2018年 | このマンガがすごい！ | オンナ編 | 『サトコとナダ』 | 3位  | [ 23 ] |

## 関連書籍
2018年12月27日には星海社新書から椿原敦子・黒田賢治著『「サトコとナダ」から考えるイスラム入門：ムスリムの生活・文化・歴史』が刊行された。同書では本作を引用しながら、イスラームの歴史や文化、暮らしが解説されている。

## 書誌情報
- ユペチカ（著）・西森マリー（監） 『サトコとナダ』 星海社〈星海社COMICS〉、全4巻
  1. 2017年7月7日第1刷発行（7月8日発売[28]）、ISBN 978-4-06-369572-4
  2. 2017年11月27日第1刷発行（12月8日発売[29]）、ISBN 978-4-06-510770-6
  3. 2018年4月26日第1刷発行（4月28日発売[4]）、ISBN 978-4-06-511432-2
  4. 2018年12月10日第1刷発行（12月12日発売[30]）、ISBN 978-4-06-513825-0